# Hohenheimer Grundwasserversuch
Der Hohenheimer Grundwasserversuch wurde 1952 an der Universität Hohenheim zunächst von Heinz Ellenberg auf Anregung von Heinrich Walter eingerichtet und in den Folgejahren von Helmut Lieth und Reinhard Bornkamm weitergeführt.
Mit diesem Versuch kann die ökologische Potenz, das autökologische Optimum und das synökologische Optimum von Pflanzenarten in Bezug auf ihre Konkurrenz exemplarisch gezeigt werden.

## Versuchsausführung
Im Hohenheimer Grundwasserversuch wurden vier Grasarten (Wiesenfuchsschwanz, Glatthafer, Knäuelgras und Aufrechte Trespe) jeweils getrennt auf einem Beet mit kontinuierlich abnehmender Grundwassertiefe ausgesät. Alle vier Arten erreichten ihre maximale Höhe in einem Bereich bei mittlerer Grundwassertiefe. Dort haben alle vier Arten ihr autökologisches Optimum. Auf den Ertrag an Trockensubstanz hatte der Grundwasserstand bei Reinsaat keinen wesentlichen Einfluss, er lag bei allen vier Gräsern etwa in gleicher Höhe.
In einer Variante wurden die Grasarten in einem Beet in Mischsaat ausgebracht, also der Konkurrenz ausgesetzt. Im Ergebnis zeigte sich, dass der Glatthafer die konkurrenzkräftigste Art ist. Er verdrängt den Wiesenfuchsschwanz in den feuchten Teil des Beetes, wo dieser dann dominant wird. Die Aufrechte Trespe wird vom Glatthafer in den trockenen Bereich abgedrängt, kommt aber auch im feuchten Teil vor. Das Knäuelgras verhält sich indifferent gegenüber dem Einfluss des Bodenwasserhaushaltes. Für die drei anderen Grasarten konnte damit gezeigt werden, bei welchem Bodenwasserhaushalt diese ihr synökologisches Optimum erreichen.
Eine Grasart mit höherer ökologischer Potenz kann ihr autökologisches Optimum beibehalten und verdrängt die anderen Gräser auf artspezifische Bereiche mit entweder geringerer oder größerer Grundwassertiefe auf deren synökologisches Optimum.
In der Literatur wird der Hohenheimer Grundwasserversuch heute meist nur mit den drei Grasarten Wiesenfuchsschwanz (feuchte Standorte), Glatthafer (mittlere Standorte) und Aufrechte Trespe (trockene Standorte) dargestellt.

## Weblink
- schematische Darstellung des Hohenheimer Grundwasserversuchs